# Stowe Open 1979
Lo Stowe Open 1979 è stato un torneo di tennis giocato sul cemento. È stata la 2ª edizione del Stowe Open, che fa parte del Colgate-Palmolive Grand Prix 1979. Si è giocato a Stowe negli USA, dal 12 al 19 agosto 1979.

## Campioni

### Singolare
Jimmy Connors ha battuto in finale  Mike Cahill con il punteggio di 6–0, 6–1

### Doppio
Mike Cahill /  Steve Krulevitz hanno battuto in finale  Anand Amritraj /  Colin Dibley con il punteggio di 3–6, 6–3, 6–4